# Le Courrier des États-Unis
Le Courrier des États-Unis est un ancien journal politique et littéraire français, publié en français à New York, fondé par Félix Lacoste et financé par le prince Joseph Bonaparte, dont le premier numéro a paru le 1er mars 1828 et le dernier en 1940.

## Période bonapartiste (1828-1836)
Le Courrier des États-Unis est un journal d'expression française publié par des émigrants français à New York. En 1828, il est dirigé par Félix Lacoste avec l'aide financière de Joseph Bonaparte (frère aîné de Napoléon 1er), résidant alors dans le New-Jersey. Le journal est d'abord de tendance bonapartiste : ses lecteurs sont souvent des bonapartistes ou des républicains exilés, tels le général François Antoine Lallemand ou l'homme politique Joseph Lakanal.
Après les journées révolutionnaires des Trois Glorieuses qui se déroulent en France fin juillet 1830, le Courrier fustige la nouvelle monarchie et le nouveau roi Louis-Philippe. Il les accuse de subtiliser les principes de la Révolution et d'oublier ce que le peuple français a fait pour elle. Le journal soutient alors que la famille Bonaparte serait le meilleur défenseur de la volonté de la nation.

## Période orléaniste (1836-1848)
Après 1836, le Courrier devient la propriété du libraire français Charles de Bers. Celui-ci soutient pour sa part Louis-Philippe et infléchit la ligne éditoriale du journal en ce sens. En 1839, l'homme de lettres et homme politique Frédéric Gaillardet (1808-1882) acquiert à son tour le Courrier. Celui-ci exprime le vœu que le journal devienne avant tout "l'organe des populations franco-américaines". C'est à ce nouveau propriétaire que le journal doit sa première prospérité.

## Période républicaine (1848-1852) et au-delà
Lorsque les nouvelles de la Révolution de 1848 arrivent à New York, Gaillardet retourne en France afin de contribuer à la construction de la nouvelle république et de défendre ses opinions. Il cède le journal à Paul Arpin, un traducteur français du journal de Louisiane, L'Abeille de la Nouvelle-Orléans. Arpin lui imprime une ligne républicaine, hostile aux royalistes du Parti de l'Ordre et à Louis-Napoléon Bonaparte.
Fin 1851, le Courrier est cédé à Charles Lassalle (1817-1888), originaire de Liège en Belgique, qui avait participé très jeune à la seconde expédition de John Ross en Arctique. Installé à New York avant 1840, Charles Lassalle se retire de la direction du journal en 1882 et décède à Green Cove Springs, en Floride quelques années plus tard. Dans l'intervalle, ce propriétaire et éditeur s'est associé à son gendre, Léon Meunier (1835-1895), d'origine parisienne, qui en devient rédacteur en chef. Le Courrier des États-Unis devient alors le plus important journal français publié à New York et le plus important journal franco-américain.

## Abonnés
Le journal paraît sans interruption jusqu'en 1940. En 1855, comptant 16 500 adhérents, il est distribué aux États-Unis, mais aussi du Québec au Rio de la Plata. De 1854 à 1861, l'éditeur-adjoint en est le Français Régis de Trobriand, ensuite engagé dans l'armée du Nord au début de la guerre de Sécession.

## Sources
- (en) Cet article est partiellement ou en totalité issu de l’article de Wikipédia en anglais intitulé « Courrier des États-Unis » (voir la liste des auteurs).
- Grolleau-Fricard, Anthony, Le Courrier des États-Unis entre France, États-Unis et Canada, Thèse de doctorat, Paris 1, 2009. http://www.grolleaufricard.me/project/these-doctorat-courrier-des-etats-unis/
- Anthony Grolleau-Fricard, Le Courrier des États-Unis, trait d'union entre les communautés françaises et la France (1828-1850).

- Guillaume Pinson, « New York et le Courrier des États-Unis vers 1840 : épicentre du système médiatique francophone américain », dans Guillaume Pinson et Valéria Guimarães, La presse francophone des Amériques: trajectoires et circulations, Presses de l'Université Laval, coll. « Culture française d'Amérique », 2024 (ISBN 978-2-7663-0247-5)